# In Patagonia
In Patagonia è un'opera dello scrittore inglese Bruce Chatwin scritta nel 1977. Il libro venne premiato con l'Hawthornden Prize. In Patagonia è universalmente considerato il capolavoro di Bruce Chatwin.
Il libro è un resoconto del viaggio che l'autore intraprese attraverso la Patagonia argentina e cilena. Il pretesto del viaggio, che fa da cornice alla narrazione, è la ricostruzione delle vicende di un suo lontano parente, il capitano Charles Amherst Milward e delle origini di un reperto, un frammento di pelle di milodonte, che era stato donato da Milward alla zia dell'autore. Il reperto aveva attirato l'attenzione di Bruce Chatwin da bambino e ne aveva stimolato la fantasia, quale simbolo di terre lontane e ignote.
La narrazione, secondo il consueto stile chatwiniano, si abbandona a divagazioni storiche, scientifiche e antropologiche. Chatwin riflette sul significato del viaggio e del nomadismo, argomenti che sono il filo conduttore di buona parte della sua produzione. Il testo è diviso in 97 sezioni, di lunghezza variabile. Alcune edizioni del libro contengono quindici fotografie scattate dall'autore nel corso del viaggio. Tra le località visitate da Chatwin troviamo Buenos Aires, Ushuaia, Punta Arenas, Puerto Natales e infine la Cueva del Milodón.